# 海馬島 (歯舞群島)
海馬島（かいばじま、とどじま、アイヌ語名：トドモシリ）は、歯舞諸島の島のひとつ。多楽島の南東に位置し、北海道からは37キロメートル離れている。
戦前は日本が統治していた島であったが、1945年のソ連対日参戦の結果ソ連により占領される。ソビエト連邦の崩壊以降はロシア連邦が実効支配し、ロシアの行政区画においてはサハリン州南クリル都市管区（2006年までは管区）に属している。しかし日本政府はソ連による占領以降も「北方領土」の一部として領有権を主張しており、日本の行政区画においては1959年まで歯舞村に所属し、同年以降は根室市に属している。